# Eva Hren
Eva Hren, slovenska kitaristka in pevka zabavne glasbe, * 12. oktober 1974.
Eva Hren je na Akademiji za glasbo v Ljubljani diplomirala iz kitare v razredu prof. Andreja Grafenauerja. Pevsko kariero na področju zabavne glasbe je začela s tercetom Katrinas.
Po odhodu iz terceta je posnela samostojno ploščo z naslovom Vzhod zahod, ki jo je produciral in aranžiral Marko Mozetič, pri ustvarjanju plošče pa je sodelovala kopica vrhunskih slovenskih instrumentalistov.
Leta 2008 je posnela svojo naslednjo samostojno zgoščenko Etno, ki vsebuje Jazz-ovske priredbe znanih slovenskih narodnih pesmi. Istega leta je soustanovila skupino Sladcore, ki je ustvarjalno pot začela s priredbami slovenskih narodnih pesmi. Leta 2008 so se s skupino udeležili 30. Shetlandskega folk festivala. Posneli so dve zgoščenki – SLO leta 2009 in EtnoSoul leta 2012.
Leta 2019 je zmagala na Popevki s skladbo »Šesti čut«.

## Nastopi na glasbenih festivalih

### Slovenska popevka
- 2004: Vzhod, zahod (Marko Mozetič/Eva Hren/Jaka Pucihar) - 11. mesto (665 telefonskih glasov)
- 2016: Počasi (Janez Dovč/Feri Lainšček/Žiga Pirnat) - nagrada strokovne žirije za najboljše besedilo
- 2019: Šesti čut (Žiga Pirnat/Žiga Pirnat/Žiga Pirnat) - 1. mesto
- 2023: Kako zveni pomlad (Žiga Pirnat/Žiga Pirnat/Žiga Pirnat) - 2. mesto (391 telefonskih glasov), velika nagrada strokovne žirije za najboljšo skladbo v celoti

## Albumi
| Leto | Album                                    | Skladbe |
| ---- | ---------------------------------------- | --- |
| 2008 | Etno (Eva Hren & Big Band RTV Slovenija) | - Marko ska-che (feat. A. Hadalinom) - Siničja tožba - Dajte, dajte - Čuk se je oženil - Venci vejli - Snoči sem na vasi bil (feat. A. Hadalinom) - Po jezeru - Da jöra ta Banerina - Nmau čez izaro - Lepa Anka - Oj te mlinar (instrumental) - Slovenec sem (instrumental) - Marko ska-che (live version) |